# Rafinha (Fußballspieler, 1987)
Rafael dos Santos de Oliveira, auch bekannt als Rafinha (* 30. Juni 1987 in Osasco), ist ein ehemaliger brasilianischer Fußballspieler.

## Karriere
Von 2004 bis 2013 stand Rafinha bei dem brasilianischen Verein Nacional Atlético Clube in São Paulo unter Vertrag. Während dieser Zeit wurde er mehrmals verliehen. Nach vier Jahren bei Nacional Atlético Clube wurde er nach Japan zum J2-League-Club Avispa Fukuoka ausgeliehen. Nach nur einem Jahr kehrte er nach Brasilien zurück. Hier spielte er von 2008 bis 2009 für Paulista FC, Clube Atlético Juventus und Votoraty Futebol Clube. 2010 zog es ihn wieder nach Asien. Hier spielte er in der J2 League für Thespakusatsu Gunma. 2011 wechselte er von der J2 League in die J. League zu Gamba Osaka.
2012 wechselte er wie in den vorherigen Jahren auf Leihbasis bis 2013 in die südkoreanische K League 1 zu Ulsan Hyundai. Am 10. November 2012 stand er mit Ulsan im Endspiel der AFC Champions League. Hier besiegte man den saudi-arabischen Vertreter al-Ahli mit 3:0. Ende 2013 endete das Leihgeschäft und Ulsan Hyundai nahm ihn unter Vertrag. Mitte 2014 wechselte Rafinha nach Japan zum Top-Club Yokohama F. Marinos. In Japan spielte er bis Ende 2016, ehe er wieder in seine Heimat Brasilien zu Grêmio Osasco Audax und anschließend zu Paraná Clube zurückkehrte. 2018 zog es Rafinha dann nach Thailand zum Erstligisten Pattaya United. Hier absolvierte er nur neun Spiele und erzielte ein Tor. Mitte 2018 wurde der Vertrag von Rafinha aufgelöst. Von Juli 2018 bis Oktober 2020 war Rafinha vertrags- und vereinslos. Am 23. Oktober 2020 unterschrieb er einen Vertrag beim brasilianischen Verein Brasília FC in Brasília. Hier stand er bis Ende November 2020 unter Vertrag und absolvierte ein Spiel. Am 27. November 2020 schloss er sich dem Operário FC (MS) aus Campo Grande an. Am 1. Januar 2022 beendete er seine Karriere als Fußballspieler.

## Erfolge
Ulsan Hyundai
- AFC-Champions-League-Sieger: 2012
- Südkoreanischer Vizemeister: 2013